# セントクリストファー・ネイビスの行政区画

セントクリストファー・ネイビスの行政区画

セントクリストファー・ネイビスの行政区画（-のぎょうせいくかく）は、セントクリストファー（略称はセントキッツ）とネイビスの2つの連邦構成体から成り立つ。また各島は14つの行政教区（英語: Parish）に区分される。

## 概要
セントクリストファー・ネイビスは連邦制を採用しており、セントクリストファー島を中心としたセントクリストファー（セントキッツ）とネイビス島を中心としたネイビスで構成される。これらは連邦の構成体を指して連邦州（federal state）と呼ばれることもあるが、中心となる島と同一視されることがしばしある。ただしセントクリストファーに独自の政府は設置されておらず、連邦政府の直轄下にある。一方のネイビスには独自の議会・政府が設置されており、自治権を行使している。このことからセントクリストファーとネイビスの連邦国家ではなく、セントクリストファー・ネイビス連邦政府とネイビス政府の連邦国家と紹介されている。なおセントクリストファー島とネイビス島の間に位置するブービー島（無人島）はセントクリストファーに属している。
行政教区は国を14つに区分している。各教区に議会といった行政機能はなく、政府が用いる行政上の区画である。内訳はセントクリストファーが9教区、ネイビスが5教区となっている。国勢調査は教区を基に実施されている。名称は他国の一般的な行政教区とは異なり、12教区が守護聖人と地名等を組み合わせたものを、2教区は守護聖人ではなく聖書・宗教に由来する言葉と地名を組み合わせている。
セントクリストファー・ネイビス憲法には地方自治体（地方公共団体）が規定されておらず、地方自治体と機能しているのはネイビス政府のみとされる。

## 一覧

### 連邦構成体
| ISOコード | 島名                                 | 英語名                                    | 首都             | 面積 (km2) | 人口 (2011年) | 人口 (2017年) | 政府首相             |
| --------- | ------------------------------------ | ----------------------------------------- | ---------------- | ---------- | ------------- | ------------- | -------------------- |
| KN-K      | セントクリストファー（セントキッツ） | Saint Christopher (Saint Kitts)           | （バセテール）   | 174.1      | 34,918        | 35,968        | -                    |
| KN-N      | ネイビス                             | Nevis                                     | チャールズタウン | 92.5       | 12,277        | 12,646        | マーク・ブラントリー |
| KN        | セントクリストファー・ネイビス連邦   | Federation of Saint Christopher and Nevis | バセテール       | 269.6      | 47,195        | 48,614        | ティモシー・ハリス   |

### 行政教区
教区のISOコードは「KN-」から始まり、例えばクライストチャーチ・ニコラタウン教区は「KN-01」となる。また構成体欄の「K」はセントクリストファー、「N」はネイビスの略称（ISOコード）である。公式には教区の行政中心地は存在しないが、教区の中心地と紹介されることがある主要都市を列挙した。
| ISO | 教区名                               | 英語名                     | 面積 (km2) | 人口 (2011年) | 構成体 | 主要都市                               |
| --- | ------------------------------------ | -------------------------- | ---------- | ------------- | ------ | -------------------------------------- |
| 01  | クライストチャーチ・ニコラタウン教区 | Christ Church Nichola Town | 18.6       | 2,626         | K      | マンション、ニコラタウン               |
| 02  | セントアン・サンディポイント教区     | Saint Anne Sandy Point     | 12.8       | 1,922         | K      | サンディポイント・タウン               |
| 03  | セントジョージ・バセテール教区       | Saint George Basseterre    | 28.7       | 12,635        | K      | バセテール                             |
| 04  | セントジョージ・ジンジャーランド教区 | Saint George Gingerland    | 18.5       | 2,496         | N      | ジンジャーランド、マーケット・ショップ |
| 05  | セントジェームズ・ウィンドワード教区 | Saint James Windward       | 31.1       | 2,038         | N      | ニューカッスル                         |
| 06  | セントジョン・カピステール教区       | Saint John Capisterre      | 24.8       | 2,962         | K      | サドラーズ、ディエップベイ・タウン     |
| 07  | セントジョン・フィグツリー教区       | Saint John Figtree         | 21.3       | 3,827         | N      | フィグツリー                           |
| 08  | セントメアリー・ケイオン教区         | Saint Mary Cayon           | 15.1       | 3,435         | K      | ケイオン                               |
| 09  | セントポール・カピステール教区       | Saint Paul Capisterre      | 13.8       | 2,432         | K      | セントポール・カピステール             |
| 10  | セントポール・チャールズタウン教区   | Saint Paul Charlestown     | 3.5        | 1,847         | N      | チャールズタウン                       |
| 11  | セントピーター・バセテール教区       | Saint Peter Basseterre     | 20.7       | 4,670         | K      | モンキー・ヒル                         |
| 12  | セントトーマス・ローランド教区       | Saint Thomas Lowland       | 18.1       | 2,069         | N      | コットン・グラウンド                   |
| 13  | セントトーマス・ミドルアイランド教区 | Saint Thomas Middle Island | 24.3       | 2,535         | K      | ミドルアイランド                       |
| 14  | トリニティ・パルメットポイント教区   | Trinity Palmetto Point     | 15.4       | 1,701         | K      | ボイド、トリニティ                     |